# Mahāmudrā
Mahāmudrā (sostantivo femminile sanscrito, lett. "Grande Sigillo", da mahā= "grande" e mudra, qui inteso come "sigillo", "simbolo"; tibetano: ཕྱག་རྒྱ་ཆེན་པོ་, phyag rgya chen po) è un importante termine e dottrina del tantrismo, in particolare modo proprio nel buddismo tibetano. Rappresenta "il grande sigillo della realtà", ossia la vacuità che «suggella ogni fenomeno del saṃsāra e del nirvāṇa».

## Simbologia del mudra
Nella tradizione Kagyu, esso mira alla diretta esperienza della mente. Il Grande Sigillo comprende il fondamento, la via e la meta ultima, ed è considerato la quintessenza degli insegnamenti di Gautama Buddha. Avendo fiducia nella Natura di Buddha, il praticante si esercita a rimanere nella condizione di non-separazione tra il soggetto che sperimenta, l'oggetto sperimentato e l'azione stessa di sperimentare, riuscendo infine a risvegliare la mente in modo totale, suggellando così la sua Illuminazione.
Essendo Mahamudra la completa realizzazione della vera natura della mente, essa è senza tempo. Tuttavia, storicamente parlando, essa fu l'essenza di ogni insegnamento del Buddha, e, in seguito, fu molto approfondita da Yogi indiani e tibetani quali Tilopa (988-1069), Nāropā (1016-1100), Marpa (1012-1097), Milarepa (1052-1135) e le varie rinascite del Karmapa. Di quest'ultimo si devono ricordare molti testi e "canzoni", quali, per esempio, "L'Aspirazione per l'ottenimento della Mahamudra" del III Karmapa Rangjung Dorje (1284-1339), che in questo testo unì gli insegnamenti di Mahamudra con quelli dello Dzogchen della scuola Nyingma e "La Mahamudra che elimina il velo dell'ignoranza" del nono Karmapa Wangchuk Dorje (1556-1603).